# Iglesia de Santa María de la Horta
La iglesia de Santa María de la Horta, también llamada simplemente iglesia de la Horta, es un templo románico de la ciudad de Zamora, España. Es Monumento Nacional desde el 3 de junio de 1931.

## Historia
La construcción de la iglesia comenzó a finales del siglo XII. Perteneció durante siglos, junto con el convento que en el siglo XIV se construyó anexo a ella, a la Orden Hospitalaria de San Juan de Jerusalén, siendo ambos la casa matriz de la rama castellana de la Orden y sirviendo el convento hasta el siglo XVI como residencia del gran prior de Castilla. Entre 1534 y 1537 fue reedificado y los caballeros fueron sucedidos por monjas de la misma orden.

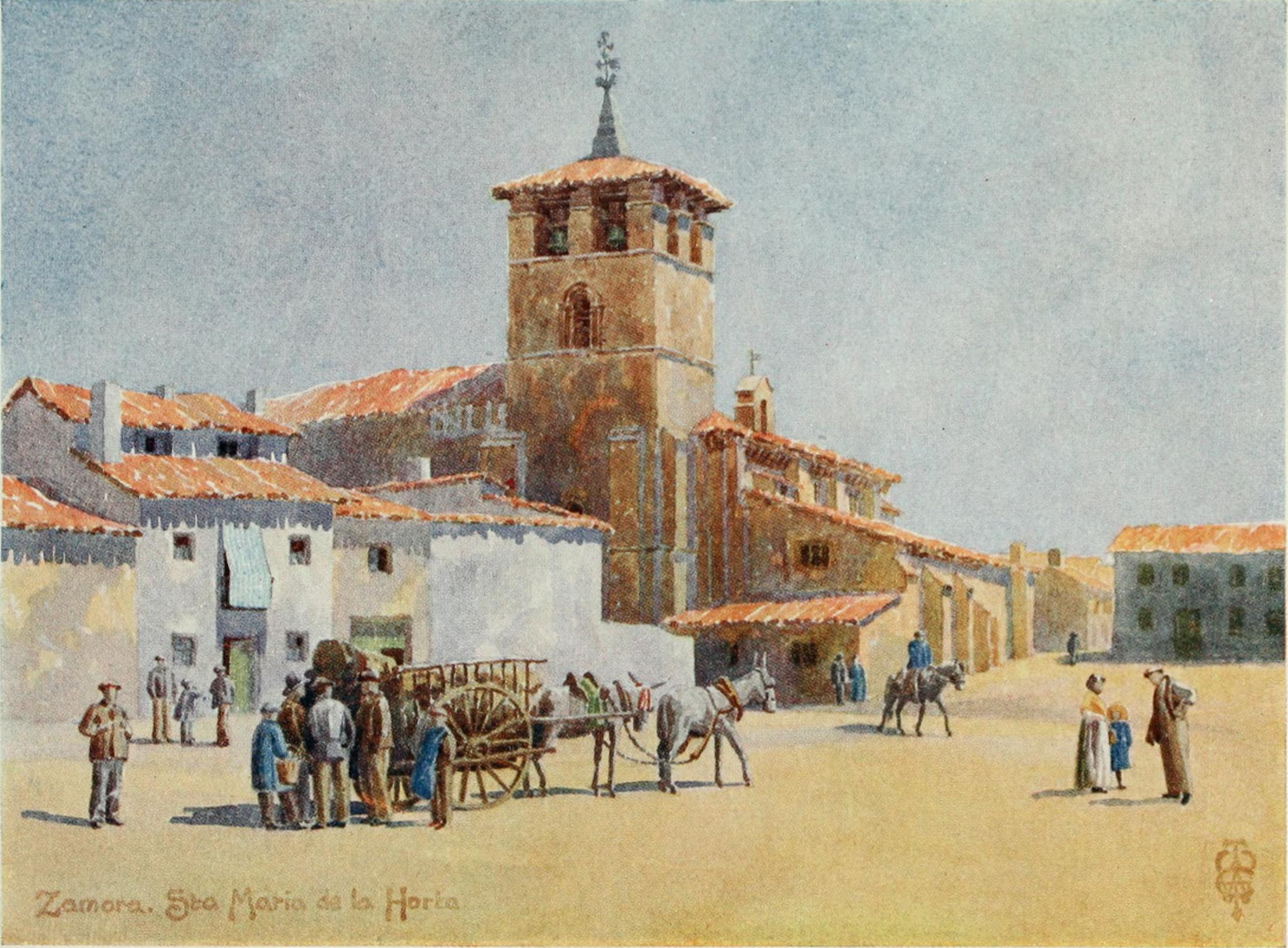
Santa María de la Horta en una ilustración de comienzos del

El conocido como Convento de la Orden Hospitalaria de San Juan de Jerusalén y luego como Convento de las Comendadoras de San Juan de Jerusalén (también llamado Convento de San Juan de la Horta) fue abandonado en 1837 a consecuencia de la desamortización de Mendizábal. Sobre sus restos se construyó en 1896 la primera fábrica de electricidad de la ciudad —de la que permanece la chimenea—, siendo transformada en 1947 en fábrica de alcohol, funcionando hasta 1988. En 2000 se construyó en el solar un hotel, en el que el arquitecto Francisco Somoza integró el único cuerpo que se conservaba del edificio renacentista, adosado a la torre de la iglesia.

## Descripción
Originalmente la iglesia constaba de una sola nave, que está cubierta por tres bóvedas ojivales. Posteriormente se añadieron la torre a los pies y una serie de capillas en el lado sur, entre las que destaca una capilla funeraria cubierta en 1495 con una bóveda de crucería en estrella o bóveda estrellada.
En el templo se custodia la imagen de la Virgen de la Salud, del siglo XVI, que cada año en su festividad es sacada en procesión por las calles del barrio. También el Cristo de la Agonía o de la Expiación, anónimo de la segunda mitad del siglo XVII, que desde 1968 es procesionado cada noche de Martes Santo por la Hermandad Penitencial de las Siete Palabras.
De la torre solamente se conservan intactos los tres cuerpos iniciales, separados por impostas, mientras que la parte superior está interrumpida a la altura del cuerpo de campanas, siendo el chapitel de remate contemporáneo. El cuerpo inferior se abre con una sencilla puerta de arco de medio punto que da acceso al interior de la iglesia, mientras que en los dos siguientes, cubiertos con bóveda de cañón, se conservaba el importantísimo archivo de la Lengua (rama) de Castilla de la Orden, fondos que fueron repartidos a principios del siglo XX entre la Biblioteca Nacional y el Archivo General de Simancas.

## Planta
Su planta, románica del siglo XII, es de una sola nave (8) rectangular de tres tramos con presbiterio recto y cabecera (3) semicircular; la torre (5) se encuentra ubicada en la fachada de poniente.

Presenta la orientación litúrgica habitual (76° E).

Fue realizada en sillería caliza.

El acceso al templo se efectúa por el pórtico (4) de la fachada oeste, protegido por un nártex o atrio cerrado. Existen otros dos pórticos, uno en la fachada sur y un tercero en la norte actualmente cegado.

El templo sufrió importantes reformas en el siglo XVI y fue rehabilitado y restaurado a finales del siglo XX.

## Marcas de cantero
Se han identificado 866 signos de 244 tipos diferentes, todos ellos de diseño sencillo de 2 a 13 trazos con predominio de trazo recto, perfil y trazo normal.
Su distribución por zonas puede verse en el informe ‘Distribución’ de gliptografía.
La tipología, morfología y complejidad, baja: entre 2 y 13 trazos, de las marcas identificadas son típicas del siglo XII a XIII, ver informe "Etapas históricas".

El 30,1 % de las marcas se encuadran en el tipo de Red cuadrática (45°, 90°) y el 12 % en la Red triangular (30°, 60°).

La densidad gliptográfica, 12,1 %, es alta respecto a la de otras construcciones similares de la zona.